# Catostomus macrocheilus
Catostomus macrocheilus är en fiskart som beskrevs av Girard, 1856. Catostomus macrocheilus ingår i släktet Catostomus och familjen Catostomidae. Inga underarter finns listade i Catalogue of Life.